# 社会政策学会 (ドイツ)
社会政策学会 (しゃかいせいさくがっかい、Verein für Sozialpolitik)は、19世紀に成立したドイツ語文化圏の最も重要な経済学会である。経済学の全ての分野を対象とする。日本ではドイツ社会政策学会とも呼ばれる。成立に当たっては新歴史学派の経済学者らが中心となったが、彼らの目指した社会改良的政策は自由主義経済学者やマルクス主義者によって講壇社会主義(こうだんしゃかいしゅぎ)と揶揄された。

## 歴史
1872年にドイツのアイゼナハで創立された。グスタフ・フォン・シュモラーやアドルフ・ワグナーら新歴史学派の学者たちが中心となったが、実業家たちも加わった。
彼らは、当時のドイツ経済の発展の中で、労働者たちの窮乏化をはじめとするさまざまな社会問題が現われてきたことに対し、社会保障政策などの社会改良主義的立場からの政策によって対応することを目指した。この学会の活動はオットー・フォン・ビスマルクの政策などにも影響を及ぼした。
シュモラーとワーグナーの愛弟子だったヴェルナー・ゾンバルトが最後の会長を務め、1936年に解散したが、1948年に再建されている。